# Jörgen Habedank
Jörgen Habedank  (* 25. August 1961 in Münster, Westfalen) ist ein deutscher Maler, Glasmaler und Wandgestalter.

## Leben
Am 25. August 1961 wurde Jörgen Habedank in Münster, Westfalen geboren. Seine Kindheit verbrachte er in Telgte, wo er auch zur Schule ging. Von 1980 an waren drei Jahre für ihn handwerkliche Lehr- und Wanderjahre. Während dieser Zeit machte er erste pädagogische Erfahrungen. Danach begann er ein Studium an der staatlichen Kunstakademie Münster.
Ein zweites Studium machte er von 1985 bis 1989 mit einem Diplomabschluss in Kunst, Kunsttherapie und Kunstpädagogik an der Freien Kunst-Studienstätte Ottersberg. Dabei entdeckte er Triptychen für sich. Nach dem Studium arbeitete Habedank bis 1994 als Kunst- und Werklehrer. Zwischenzeitlich hielt er als Gastlehrer öffentliche kunsthistorische und betrachtende Vorträge über die Kunstgeschichte. Bis 1995 widmete er sich auch der Lyrik. 1990 eröffnete er sein erstes Atelier. Vier Jahre später meldete er die Selbstständigkeit als freischaffender Künstler an und begann sich verstärkt mit mehrteiligen Bildern auseinanderzusetzen. Während einer Studienreise 1992 mit der Transsibirischen Eisenbahn bis Ulan Bator und Peking entstanden „Skizzenbücher voller Menschen“.
Von 1997 bis 2010 befand sich sein Atelier in der alten Mühle in Appen bei Pinneberg. In dieser fing er nicht nur an auf Kleinformat zu malen, sondern entwarf auch die ersten Glasmalereien. Diese gestaltete er nicht nur frei, sondern auch architekturbezogen. In dieser Zeit fertigte er die ersten Aufträge im öffentlichen und privaten Raum an. 
Von 2001 an begann er mit dem Projekt „Mit kindlicher Kompetenz“, das sich mit der Malerei von der Kindheit befasst. Ebenso band er Collagen-Elemente in seine Malerei mit ein. Er ist Preisträger des Bischof-Tenhumberg-Preises 2002 mit dem Projekt „Die Malerei wird Erzählung“. Seit 2004 kooperiert er mit den weltweit führenden Glasmanufakturen aus Deutschland. Heute befindet sich sein Atelier in einer alten Mühle in Tornesch bei Hamburg.

## Werke

### Werke im öffentlichen Raum (Auswahl)
- Industrie- und Handelskammer, Kiel
- Johannis-Hospitz, Elmshorn
- Jungfru Maria Kyrka, Södertälje
- St.-Elisabeth-Kapelle, Essen
- Bonhoefferkirche, Jarplund
- Marthahaus, Hamburg
- St. Hildegard, Dortmund
- St. Antonius Einsiedler und St. Vitus, Herdringen
- Berufsbildungszentrum, Norderstedt
- St.-Josef-Stift, Sendenhorst
- St. Franziskus-Hospital, Münster
- Paderborn-Lippstadt Airport, Paderborn[3]